# Madame Bovary (miniserie televisiva)
Madame Bovary è uno sceneggiato televisivo trasmesso in sei puntate dalla Rai sulla Rete 2 dal 7 aprile al 12 maggio 1978.

## Trama
Un ufficiale sanitario, Charles Bovary, dopo aver studiato medicina durante la giovinezza, sposa una donna più grande di lui, Héloïse Dubuc, che però muore prematuramente. Rimasto vedovo, si risposa con una bella ragazza di campagna, Emma Rouault, impregnata di desideri di lusso e romanticherie, vagheggiamenti che le provengono dalla lettura di romanzi. Charles viene da famiglia benestante ed è un uomo perbene, ma è anche noioso e maldestro. Egli dispensa ogni tipo di delicatezza alla giovane moglie, la quale però, nonostante non lo dimostri, comincia ad avere sempre più a noia la sua monotona vita matrimoniale, molto diversa da quella che si era immaginata leggendo romanzi romantici.
Il disprezzo di Emma viene ulteriormente rafforzato dal confronto con lo stile di vita dei ricchi aristocratici: i coniugi vengono infatti invitati per un ballo al castello di Vaubyessard, del marchese di Andervilles. Crogiolandosi nel ricordo delle raffinatezze che aveva potuto gustare per una notte, Emma perde ogni interesse per i suoi passatempi e cade in uno stato di inerzia che preoccupa molto il marito. Egli, sperando che un cambiamento d'aria possa giovare alla salute fisica e mentale della moglie, decide di trasferirsi da Tostes a Yonville, dove è disponibile una condotta. A marzo, quando i due partono da Tostes, Emma è già incinta.
A Yonville, Emma accetta il corteggiamento di una delle prime persone che incontra, un giovane studente di giurisprudenza, Léon Dupuis, che sembra condividere con lei il gusto per le "cose più belle della vita". Quando Léon se ne va per motivi di studio a Parigi, Emma intraprende una relazione con un ricco proprietario terriero, Rodolphe Boulanger. Confusa dai suoi fantasiosi vagheggiamenti romantici, Emma escogita un piano per fuggire con lui. Rodolphe però non è pronto ad abbandonare tutto per una delle sue amanti. Rompe quindi l'accordo la sera precedente a quella dell'architettata fuga, mediante una lettera sul fondo di un cesto di albicocche. Lo shock è tale che Emma si ammala gravemente e per qualche tempo si rifugia nella religione.
Una sera, a Rouen, Emma e Charles assistono all'opera, e la donna incontra di nuovo Léon. I due iniziano una relazione: Emma si reca in città ogni settimana per incontrarlo, mentre Charles crede che lei prenda lezioni di pianoforte. Al contempo, Emma sta spendendo esorbitanti somme di denaro. I suoi debiti intanto raggiungono valori esplosivi e la gente inizia a sospettare l'adulterio. Dopo che i suoi amanti le hanno rifiutato il denaro per pagare il debito, Emma ingoia una dose di arsenico e muore, in modo penoso e lento. Il leale Charles è sconvolto, tanto più che ritrova le lettere che Rodolphe scriveva a Emma. Dopo poco tempo muore a sua volta e la figlia della coppia rimane orfana.

## Produzione
Prodotto dalla stessa RAI e dalla Produzioni Cinematografiche C.E.P. e tratto dal romanzo omonimo di Gustave Flaubert, è stato uno dei primi teleromanzi girati a colori.
La sceneggiatura del lavoro televisivo è stata firmata da Daniele D'Anza (che ne ha curato anche la regia) e da Luigi Malerba, Biagio Proietti e Fabio Carpi. Costumista Silvana Pantani, scenografie di Gianni Polidori, scene di Claudio Roberti e musiche di Romolo Grano.
Il cast comprendeva, nei ruoli principali di Emma e Charles Bovary, l'attrice Carla Gravina e l'attore Paolo Bonacelli.

## Home video
Nel 2009 la fiction è stata redistribuita in DVD da Rai Trade e Fabbri Editori.